# John Singer Sargent

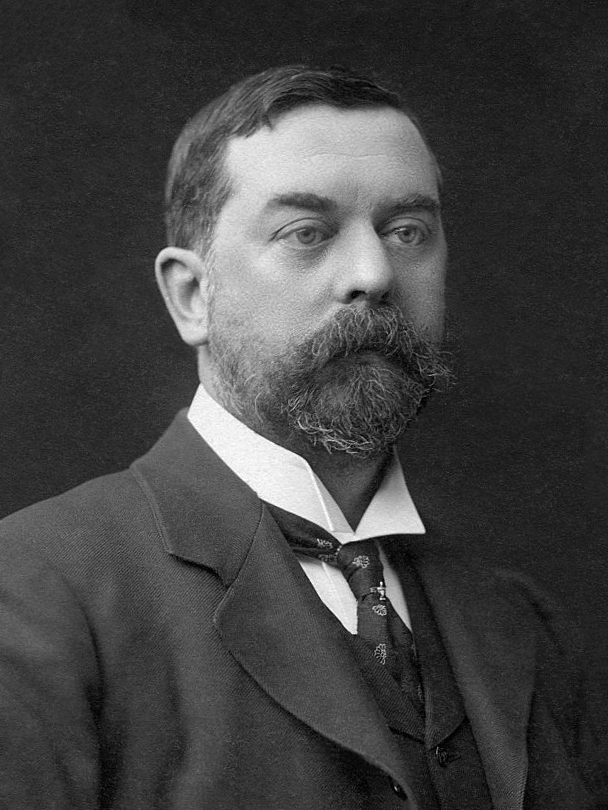
John Singer Sargent (1903)

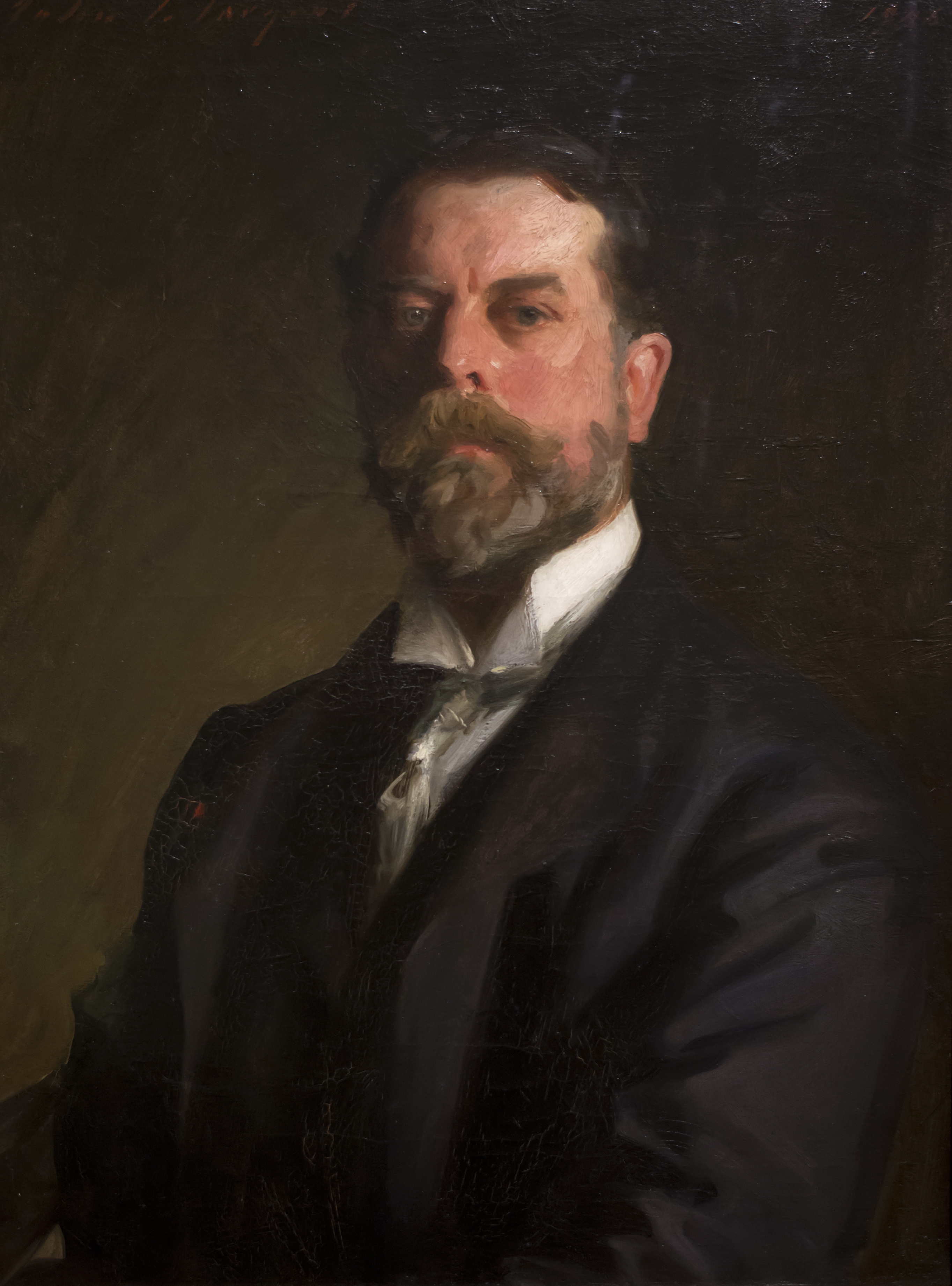
Selbstbildnis, Öl auf Leinwand, 1906, Uffizien

John Singer Sargent (* 12. Januar 1856 in Florenz; † 14. April 1925 in London) galt als der bedeutendste US-amerikanische Porträt-Maler seiner Zeit. Zu seinen Kunden gehörten Angehörige der Oberschicht, überwiegend in Europa, auch in den Vereinigten Staaten von Amerika. Berühmtheit erlangten auch seine Genreszenen, die Wandmalereien für drei Institutionen in Boston und Umgebung sowie das Kriegsgemälde Gassed aus dem Jahre 1919.
Wesentliche Bestände finden sich Museum of Fine Arts von Boston, darunter auch Wandgemälde, Skulpturen und sein Archiv.

## Leben
Sargents Kindheit war ungewöhnlich. Seine Eltern lebten aus gesundheitlichen Gründen in Europa und blieben selten länger an einem Ort. Sargent genoss wegen dieser unkonventionellen Lebensweise nur wenig formelle Schulbildung. In seinem Werk spiegeln sich auch seine umfangreichen Reisen wider. Nach seiner Ausbildung in Paris lebte er überwiegend in London, er bereiste zudem Kontinentaleuropa von Norwegen bis nach Korfu, Spanien, den Nahen Osten und kehrte mehrmals in die Vereinigten Staaten (Montana, Maine und Florida) zurück. Seine Karriere war nicht völlig frei von Kontroversen. Sein Porträt der Madame X, das er 1884 im Salon de Paris einreichte und das eigentlich seine Stellung als Porträtmaler untermauern sollte, löste einen Skandal aus. John Singer Sargent wurde auf beiden Seiten des Atlantiks als Porträtist gefeiert und für sein außergewöhnliches Können mit dem Pinsel, sein tiefes Gespür für Charaktere und die kunsthistorischen Bezüge gelobt. Zu seinem Lebenswerk gehören ungefähr 900 Ölgemälde, 2000 Aquarelle sowie unzählige Skizzen und Kohlezeichnungen. Neben Porträts malte er religiöse Kompositionen, Genreszenen, Figuren, Interieurs, Landschaften, Seebilder und Wandkompositionen. Er steht der Strömung des amerikanischen Impressionismus nahe.

### Familienhintergrund
John Singer Sargent war das zweite Kind des Arztes FitzWilliam Sargent und seiner Frau Mary Singer. Das Ehepaar, das 1851 geheiratet hatte, lebte ursprünglich in Philadelphia, wo FitzWilliam Sargent eine kleine Praxis hatte, regelmäßig medizinische Fachartikel schrieb, sich zunehmend auf Augenheilkunde spezialisierte und am Wills Hospital Belegbetten hatte. Die erste Tochter des Ehepaars, die nach ihrer Mutter und ihrer mütterlichen Großmutter Mary getauft wurde, kam 13 Monate nach der Eheschließung zur Welt. Ihr Tod knapp zwei Jahre später ließ das Ehepaar seine Lebensführung vollständig ändern. Mary Singer erlebte nach dem Tod ihrer Tochter einen Zusammenbruch und stand unter dem Eindruck, dass nur ein Leben im Ausland ihr ermöglichen würde, ihre Gesundheit wiederzuerlangen. Das Ehepaar entschloss sich, eine Weile in Europa zu leben. Am 13. September 1854 kam das Ehepaar gemeinsam mit Mary Singers Mutter in Liverpool an und verbrachte seinen ersten europäischen Winter in Pau, einer Stadt in der französischen Region Aquitanien. FitzWilliam Sargent hatte zwar seine medizinischen Studien in Frankreich für die Zeit nach seiner Rückkehr fortgesetzt, ließ sich aber im Herbst des Jahres 1855 von seiner Frau und seiner Schwiegermutter überreden, den europäischen Kontinent zu bereisen. Sie reisten über Paris nach Florenz, wo sie gegen Ende Oktober oder Anfang November die Casa Arretini in der Lungarno Acciaioli mieteten. In diesem Haus kam John Singer Sargent am Samstag, dem 12. Januar 1856, zur Welt. Der Botaniker Charles Sprague Sargent war ein entfernter Cousin des Künstlers.

### Die frühen Jahre

#### Kindheit

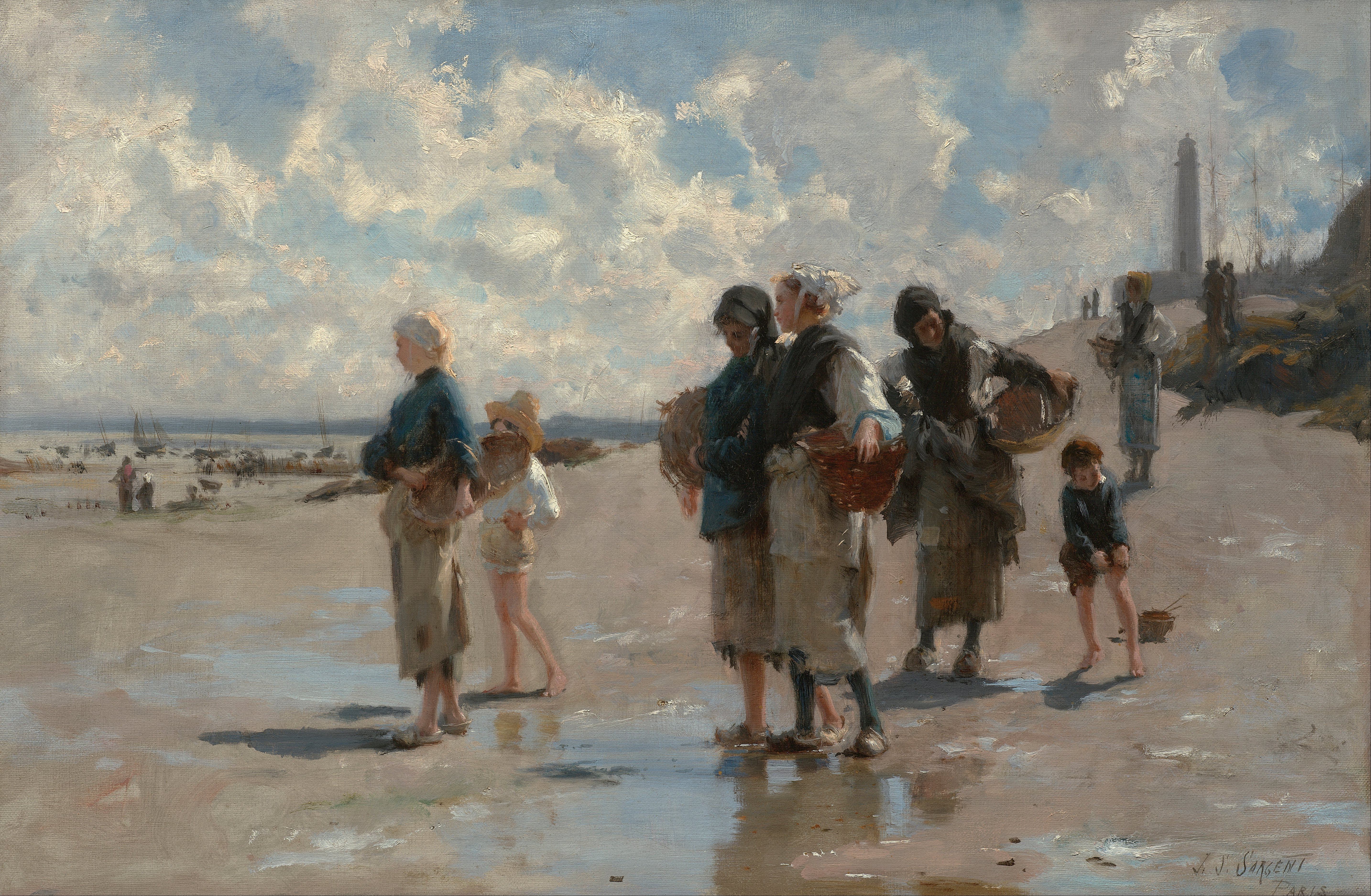
Austernfischen in Cancale, 1878. Eines der frühen Ölgemälde von Sargent, Museum of Fine Arts, Boston

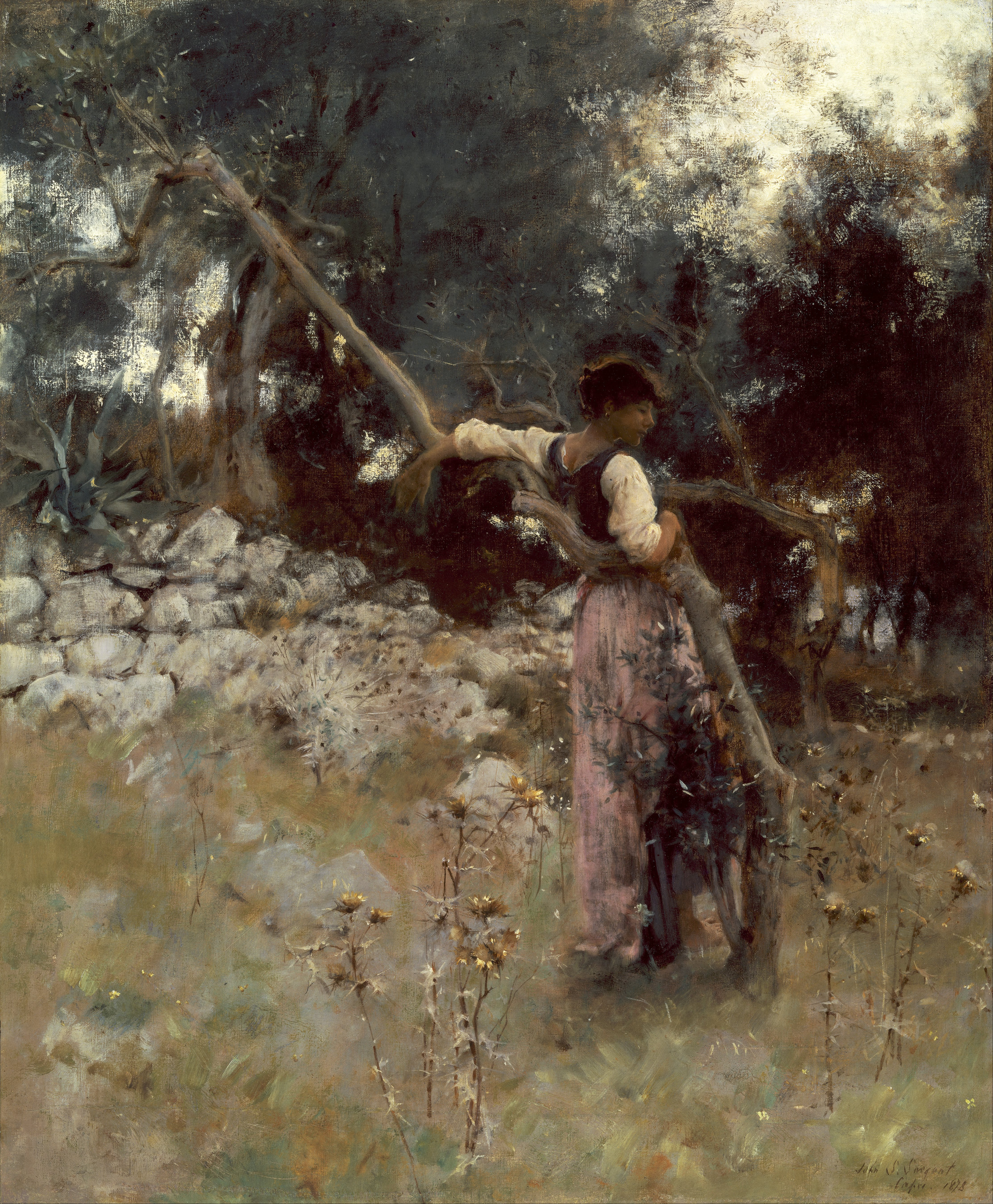
Capresin, ebenfalls 1878, Museum of Fine Arts, Boston

FitzWilliam Sargent teilte zu Beginn des Jahres 1857 dem Wills Hospital mit, dass er in absehbarer Zeit nicht nach Philadelphia zurückkehren werde. Anlass für diese Entscheidung war der Wunsch von Mary Singer, die sich gesundheitlich immer noch nicht in der Lage fühlte, die lange Reise über den Atlantik anzutreten. John Singer Sargents Biograf Olson hält jedoch fest, dass Mary Singer immerhin gesund genug war, um zwischen 1856 und 1870 insgesamt fünf Kinder zur Welt zu bringen. John Singer Sargents Geschwister kamen 1857 (Emily Sargent, Rom), 1861 (Mary Winthrop Sargent, Nizza; † 1865 in Pau), 1867 (FitzWilliam Winthrop Sargent, Nizza; † 1870) und 1870 (Violet Sargent, Florenz) zur Welt.
Die Familie Sargent blieb gewöhnlich nicht mehr als einige Monate in einer Stadt – Mary Sargent fühlte sich selten länger an einem Ort wohl, ihr nomadisierender Lebensstil war nur von dem Wunsch geprägt, extreme Temperaturen zu meiden, so dass sie sich im Sommerhalbjahr meistens in Gebirgsnähe und im Winter in südlicheren Regionen Europas aufhielten. Ab Mitte der 1860er Jahre bewohnten sie mehrere Jahre hintereinander während des Winterhalbjahres eine Mietwohnung in Nizzas Rue Grimaldi, während des Sommers zogen sie jedoch unverändert von Ort zu Ort, so dass die Familie mehrere Male im Verlauf eines Jahres ihre gesamte Habe zusammenpacken musste. Die Sargents waren keineswegs wohlhabend. Abgesehen von der Dividende, die FitzWilliam Sargent von einigem Aktienbesitz bezog, lebten sie bis 1859 von den Zinsen eines kleinen Geldvermögens, das Mary Singer 1850 nach dem Tode ihres Vaters geerbt hatte. 1859 starb Mary Singers Mutter und hinterließ ihr gesamtes Vermögen ihrem einzigen Kind. Diese zweite Erbschaft, die sich auf insgesamt 45000 US-Dollar belief, ermöglichte dem Ehepaar ein auskömmliches, aber letztlich bescheidenes Leben.
Für die Kinder des Ehepaars war auf Grund der nomadischen Lebensweise ein Schulbesuch ausgeschlossen. FitzWilliam Sargent unterrichtete seine Kinder selber. Über John, seinen ältesten Sohn, schrieb er am 16. September 1861 an seine Mutter:

„Johnny […] zieht Klettern & Drachenfliegen dem Buchstabieren bei weitem vor – und, um ehrlich zu sein, ich mag ihn deswegen umso lieber.“

Die Kunstgeschichte schreibt es Mary Sargent zu, dass ihr Sohn eine Zuneigung zur Malerei entwickelte. Tatsächlich gehörte Zeichnen und Aquarellieren zu ihrem ständigen Zeitvertreib und sie ermutigte ihren Sohn, sich auch an schwierige Sujets heranzuwagen. Die von ihrem Mann selbst gezeichneten Illustrationen zu seinem 1848 erschienenen Fachbuch On Bandaging, and Other Operations of Minor Surgery belegen jedoch, dass FitzWilliam Sargent der malerisch talentiertere Elternteil war.
Die nomadische Lebensweise der Familie bedingte, dass sie nur wenige Freunde hatten. Eine Ausnahme stellte Violet Paget dar, Tochter einer Schottin, die nach dem Tod ihres ersten Ehemanns nach Frankreich gezogen war und wie die Sargents viel Zeit in Nizza verbrachte, die die Familie 1866 kennenlernte und die sich eng mit John Singer und Emily Sargent anfreundete. Die Freundschaft bestand über viele Jahre, gefördert auch dadurch, dass Violet Paget und ihre Mutter ein ähnlich unstetes Leben wie die Sargents führten und sich häufig in denselben Städten wie die Sargents niederließen. Violet Pagets Porträt, das 1881 entstand, gehört zu Sargents Frühwerk.

#### Rom

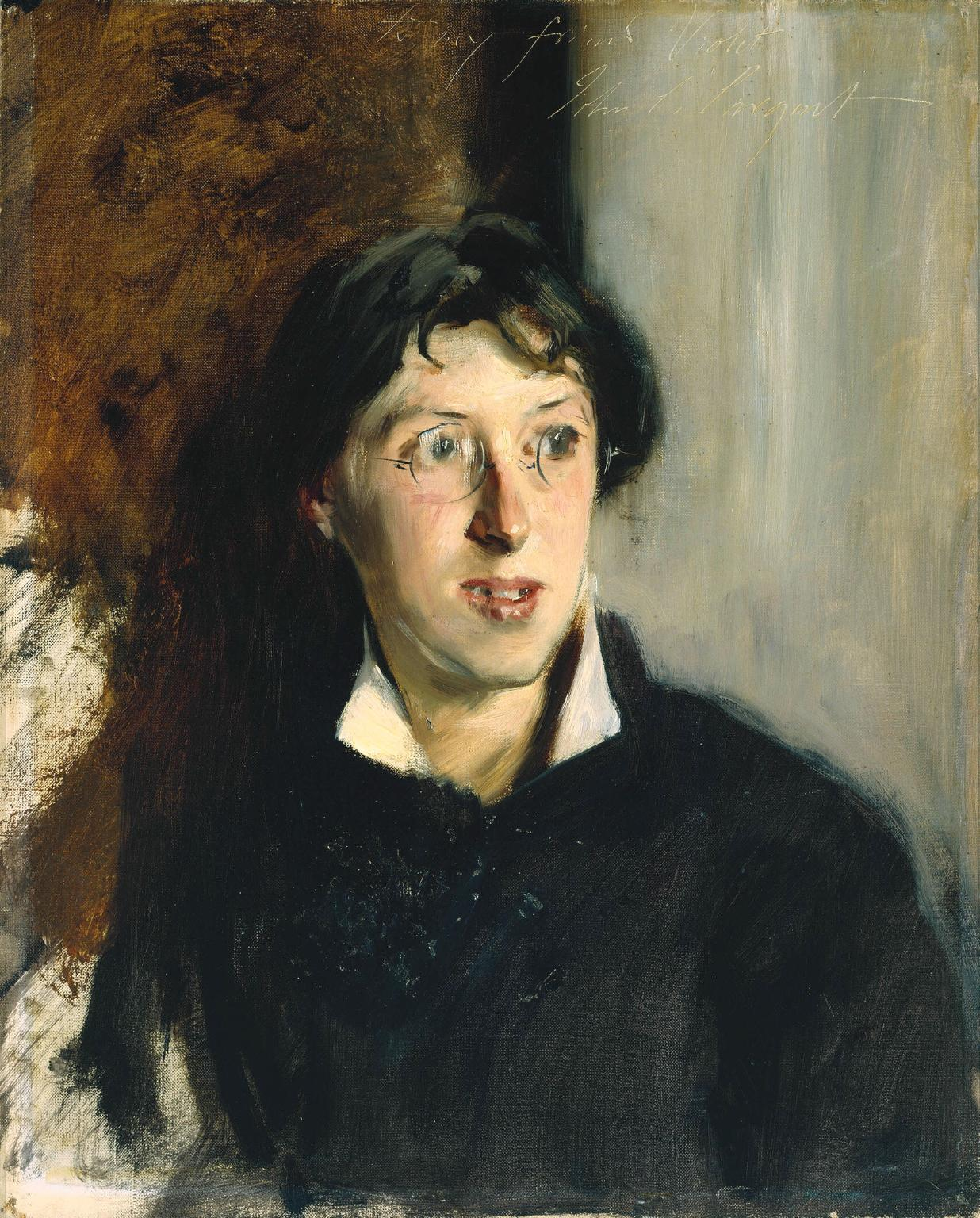
Violet Paget alias Vernon Lee, Jugendfreundin von Emily und John Singer Sargent, Porträt von 1881, Tate Britain

Im November 1868 gab die Familie Sargent Nizza als ihr Winterquartier auf und hielt sich in diesen Monaten in Rom auf, wo auch Violet Paget und ihre Mutter von 1868 bis 1869 lebten. Der 13-jährige John Singer Sargent wurde hier kurzzeitig Schüler im Atelier eines Malers, den FitzWilliam in seinen erhalten gebliebenen Briefen und Aufzeichnungen entweder als „Künstlerfreund aus Rom“ oder „deutschen Landschaftsmaler“ bezeichnete. Die Kunstgeschichte hat ihn als Charles Feodor Welsch identifiziert, dessen Aquarelle John Singer Sargent in den Morgenstunden seines Unterrichts getreulich nachzeichnete, aber nach Sargents eigenen Aussagen vornehmlich damit beschäftigt wurde, für Welsch Wein und Bier aus den nahegelegenen Läden zu besorgen. Im Sommer 1871 unternahmen Welsch und John Singer Sargent jedoch eine gemeinsame Studientour durch Tirol.

#### Dresden und Florenz
Im Spätherbst des Jahrs 1871 entschied FitzWilliam Sargent, dass die Familie das Winterhalbjahr in Dresden verbringen sollte. Er und seine Frau hatten seit 1854 den Winter überwiegend im Süden Europas verbracht. Die Entscheidung für Dresden basierte auf seiner Einschätzung, dass Dresden eine der besten Kunstschulen Europas böte. London war angesichts des beschränkten Einkommens der Familie zu teuer; wegen des Deutsch-Französischen Krieges kam auch Paris nicht in Frage. Die schon immer kränkliche Emily, die unter anderem an einem deformierten Rückgrat litt, erkrankte während des Aufenthalts in Dresden schwer und erholte sich erst im Februar 1872 so weit, dass ihre Eltern nicht mehr um ihr Leben fürchten mussten. Die Familie kehrte im September 1872 nach Florenz zurück; John Singer Sargent wurde hier zunächst wieder Schüler der Accademia delle Belle Arti, einer mittelmäßigen und schlecht organisierten Kunstschule, die wenig später ihren Unterricht einstellte. In Florenz lebte allerdings eine große Künstlergemeinde, und John Singer Sargent begann gemeinsam mit Frank Fowler und Walter Launt Palmer (1854–1932) bei dem US-Amerikaner Edwin White Unterricht zu nehmen. Sargents Biograf Olson betont, dass die Bedeutung dieses Unterrichts vor allem darin lag, dass Sargent erstmals mit zeitgenössischen amerikanischen Malern zusammenarbeitete, die einen Teil ihrer Studien in den Vereinigten Staaten und bedeutenden Kunsthochschulen erhalten hatten. Allen war außerdem gemeinsam, dass sie Florenz so bald wie möglich wieder verlassen sollten.

### Paris

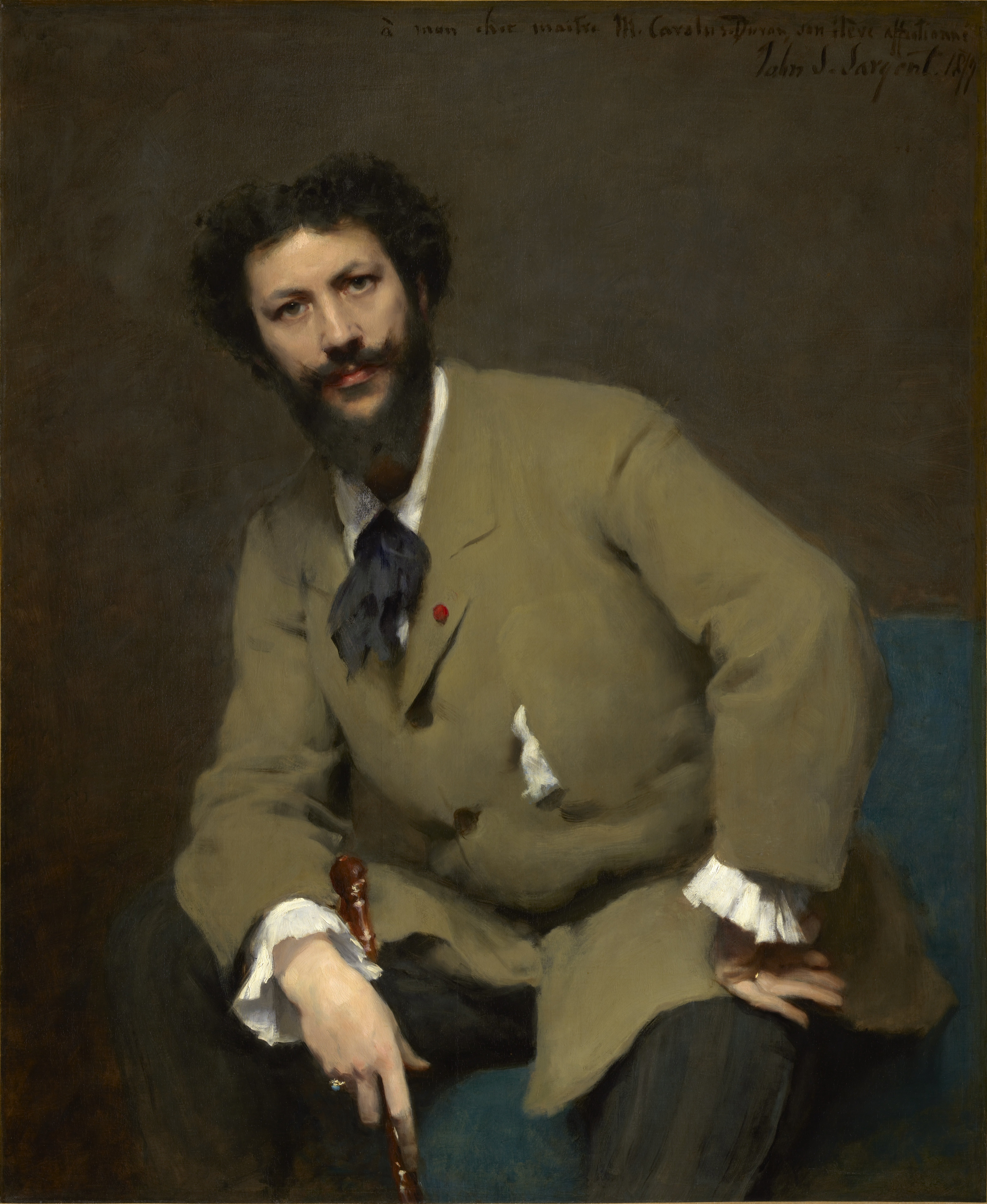
John Singer Sargent: Porträt des Carolus Duran, 1879, Sterling and Francine Clark Art Institute

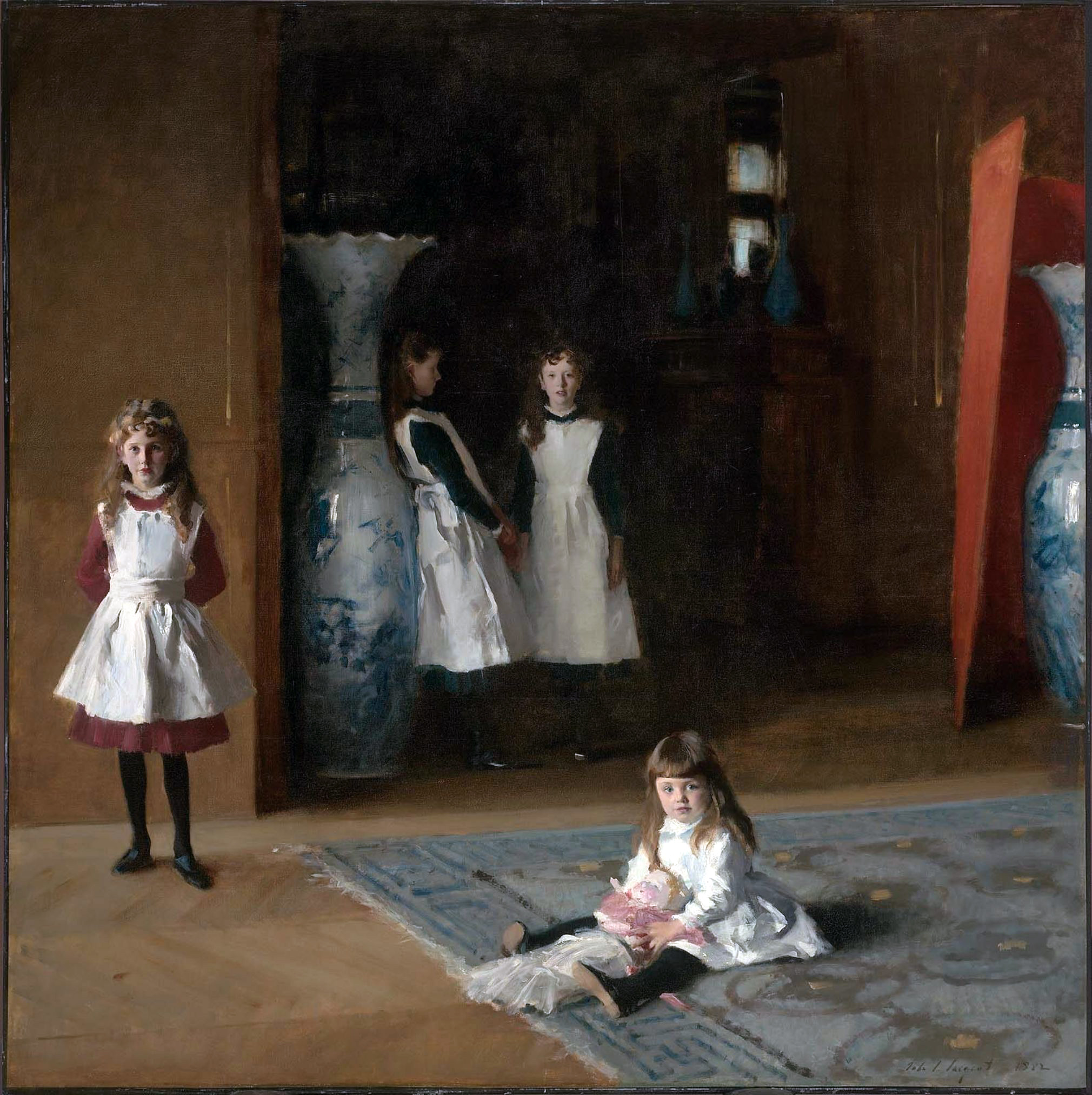
Die Töchter des Edward Darley Boit, 1882. Sargents frühes, von Velázquez inspiriertes Meisterwerk

Im Mai 1874 zog die Familie Sargent nach Paris um. Bei diesem Umzug standen erstmals weniger Erwägungen bezüglich der gesundheitlichen Auswirkungen auf einzelne Familienmitglieder im Vordergrund, sondern die adäquate Ausbildung von Johns Talent. Die Familie nahm es dabei hin, dass Paris noch deutlich vom Deutsch-Französischen Krieg gezeichnet war. In der Stadt, die während des Krieges über mehrere Monate von preußischen Truppen belagert worden war, standen kaum noch Bäume. Viele Gebäude wiesen Spuren der Kriegshandlungen auf und die Stadt stand noch unter Kriegsrecht. Im Mai 1874 suchte FitzWilliam Sargent gemeinsam mit seinem achtzehnjährigen Sohn den Maler Carolus-Duran auf, in der Hoffnung, dass Carolus-Duran bereit war, John Singer Sargent als Schüler zu akzeptieren. Sein Sohn hatte sich sehr schnell für dieses Lehratelier entschieden – nach Ansicht von Stanley Olson auch deswegen, weil er befürchten musste, dass seine Familie ähnlich wie zuvor in Dresden und in Rom das Interesse an Paris verlieren und weiterziehen würde.
Carolus-Duran hatte 1869 mit dem Portrait der Mme*** seinen Durchbruch als Künstler erzielt und zählte nun zu den gefragtesten Porträtisten Frankreichs. Carolus-Duran, der Sargent sofort als seinen Schüler akzeptierte, hatte erst 1873 mit dem Unterrichten begonnen. Er hatte sich noch nicht den Ruf erarbeitet, ein Lehrer zu sein, der Schülern den Weg zu einer malerischen Karriere ebnete und stand außerdem in dem Ruf, eine Malweise zu lehren, die sich von den Methoden unterschieden, die an der École des Beaux-Arts unterrichtet wurde. Entsprechend bestanden seine Schüler überwiegend aus Ausländern, die weniger Wert auf den Zugang zur École des Beaux-Arts legten, aber von Carolus-Durans Ruf als Porträtist angezogen wurden.
Unterricht fand nur jeweils am Morgen eines jeden Dienstags und Freitags statt. Jeder Schüler zahlte ihm 20 Französische Francs, was – gemäß einem Brief von FitzWilliam Sargent – damals etwa vier US-Dollar entsprach. Der Unterricht war eher informell gehalten, es gibt daher auch keine Unterlagen, aus denen hervorgeht, mit welchen anderen Schülern von Carolus-Duran Sargent gemeinsam unterrichtet wurde. Stanley Olson geht davon aus, dass das Ziel von Sargents Unterricht die Aufnahme an der École des Beaux-Arts war, da eine Ausbildung an dieser angesehenen Kunsthochschule jedem Absolvent Status verschaffte und damit die Aussicht auf ein durch die Malerei erzielbares Einkommen.
Zeichnungen waren aus Sicht von Carolus-Duran nebensächlich. Er war davon überzeugt, dass ein Bild der Natur aus nebeneinander liegenden, unterschiedlich farbigen Flächen bestand. Seine Herangehensweise bestand deshalb darin, auf einer nicht präparierten Leinwand zunächst mit Kohle rasch die wesentlichen Farbflächen zu markieren. Die Grundzeichnung wurde mit breiten Pinselstrichen ausgeführt, mit der die generelle Komposition des Gemäldes festgehalten wurde. Dann wurden die einzelnen Farbflächen mit gedämpften Tönen grundiert und davon ausgehend nacheinander die nächsten Farbtöne hinzugesetzt, so dass fast wie in einer mosaikartigen Zusammensetzung allmählich das Gemälde entstand. John Singer Sargent, dessen frühe Porträts bereits eine außergewöhnlich sichere Pinselführung belegen, lag diese Malweise. Jahre später wies John Singer Sargent selber darauf hin, wie viel ihm Carolus-Duran beigebracht hatte:

„Man musste zunächst die Farbwerte klassifizieren. Wenn man mit dem mittleren Farbton beginnt und sich von da aus zu den dunkelsten voranarbeitet – so dass man erst ganz am Ende die hellsten und die dunkelsten Töne setzt – vermeidet man falsche Akzente. Es war Carolas, der mir das beigebracht hat....“

Carolus-Duran war außerdem ein großer Verehrer von Diego Velázquez. Er forderte seine Studenten ständig auf, sich intensiv mit dem spanischen Maler des 17. Jahrhunderts auseinandersetzen. John Singer Sargent griff diesen Hinweis willig auf. Sargents frühes Meisterwerk Die Töchter des Edward Darley Boit, das im Jahr 1882 entstand, ist deutlich von Velázquez' großem Gemälde Las Meninas inspiriert.

### Karriere als Maler

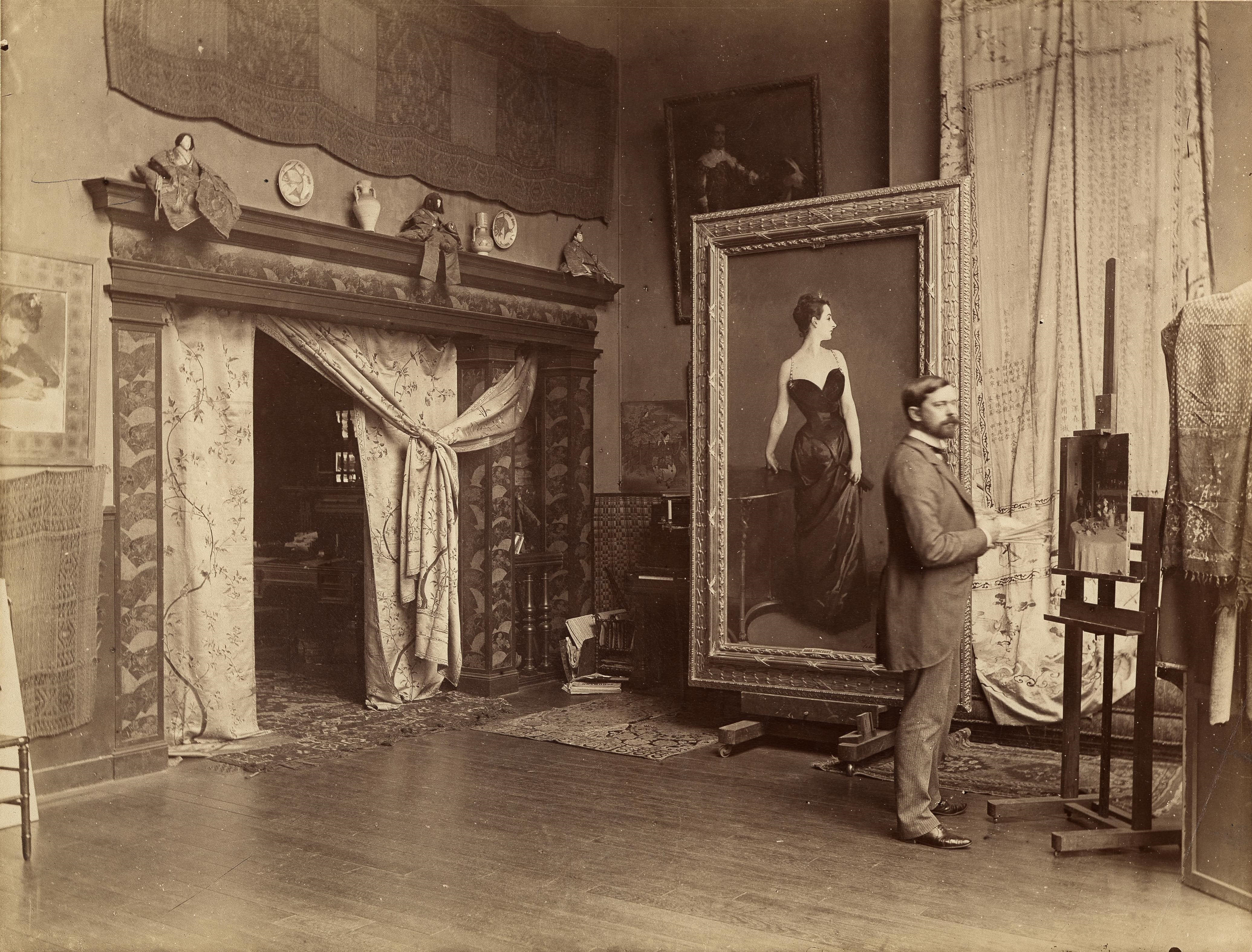
John Singer Sargent in seinem Pariser Atelier neben seinem Gemälde Madame X, fotografiert von Adolphe Giraudon, um 1883/84

siehe auch Auswahl der Werke von John Singer Sargent
Sein Leben war von ausgiebigen Reisen geprägt, 1874 bis 1880 bereiste der damals in Paris ansässige Sargent Europa und frönte seiner Leidenschaft für das Meer. Auf seinen Landschaftsbildern finden sich unter anderem Szenen aus Tirol, Italien, Tanger, Algier, Palästina, Ägypten, Frankreich, Spanien, Portugal, England, Schottland und Norwegen. Er fügte in seine Landschaften nahsichtige Figurenstudien ein, was sie besonders charakterisiert. Nach einer Reise durch Marokko 1880 malte Sargent in Paris Fumée d’ambre gris (Ambra Rauch), welches im Salon de Paris ausgestellt wurde und gute Kritiken erhielt, darunter „Es ist ein entzückendes Bild für ein privates Schlafzimmer“.
In Paris nahm er 1884 am Salon de Paris teil, wo seine Bilder Madame X und Die Töchter Boit (mit einer Maltechnik deutlich unter dem Einfluss Velázquez) entstanden, die damals Skandale auslösten. Bei dem Gemälde Madame X hatte er mehr nackte Schulter gezeigt, als es die Pariser Salons der Belle Époque für zuträglich erachteten.

### London

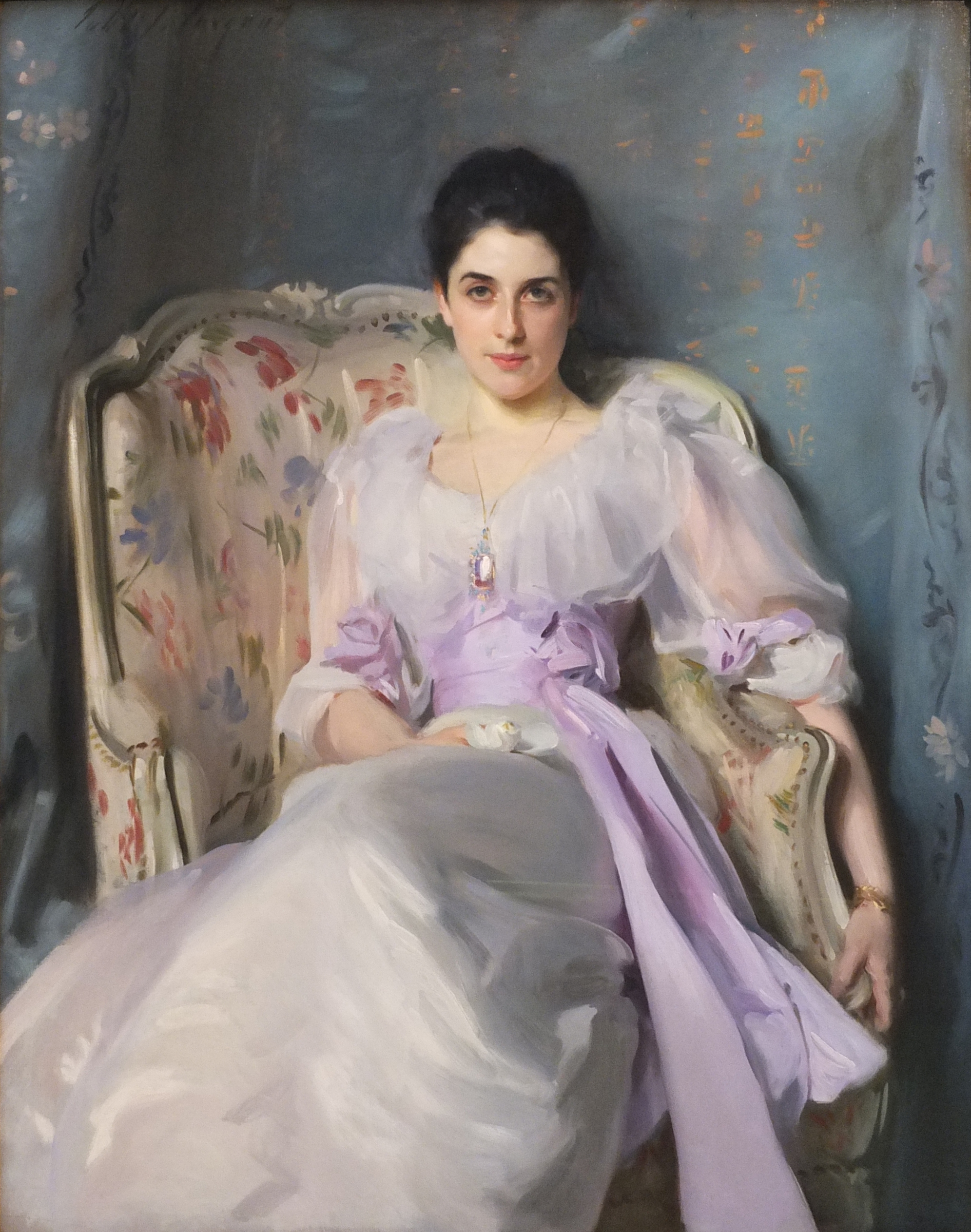
Lady Agnew of Lochnaw, 1893, Scottish National Gallery

Sargent beteiligte sich auch am Widerstand gegen das konservative Kunstverständnis der Royal Academy of Arts und gründete 1885 zusammen mit Thomas Cooper Gotch, Stanhope Forbes, Frank Bramley und anderen Künstlern den New English Art Club. 1886 zog er nach London und übernahm das Atelier von James McNeill Whistler, wo er 1890 La Carmencita und 1897 Henry Marquand malte. 1895 erhielt er auf der Großen Berliner Kunstausstellung eine kleine Goldmedaille und 1903 eine große. 1899 wurde er in die American Academy of Arts and Sciences gewählt, bereits zwei Jahre zuvor hatte ihn die National Academy of Design zum Vollmitglied (NA) gewählt. 1905 wurde er als auswärtiges Mitglied in die Académie des Beaux-Arts aufgenommen sowie in die American Academy of Arts and Letters gewählt. 1907 wurde er assoziiertes Mitglied der Académie royale des Sciences, des Lettres et des Beaux-Arts de Belgique.
Seine technische Brillanz machte ihn zum gefragtesten Society-Porträtisten Europas. Insbesondere das Porträt der Lady Agnew of Lochnaw brachte ihm einen hohen Prestigegewinn und zählt zu seinen bekanntesten Werken. Der Londoner Kunsthändler Asher Wertheimer orderte insgesamt zwölf Bildnisse seiner Familie bei Sargent. Er schuf lebensgroße Bildnisse der amerikanischen und englischen Aristokratie in einem von Whistler und der spanischen Tonmalerei beeinflussten impressionistischen Stil. Seinen Ansatz beschrieb er so: „I do not judge, I only chronicle.“ Um die Jahrhundertwende nahm er an den frühen Ausstellungen der Pastel Society teil. Ab 1907 wandte er sich verstärkt von der Porträtmalerei ab und widmete sich wieder vermehrt Landschaftsmotiven, die er auf seinen noch immer zahlreichen Reisen fand, sowie seinen Wandmalereien.

### Wandgemälde

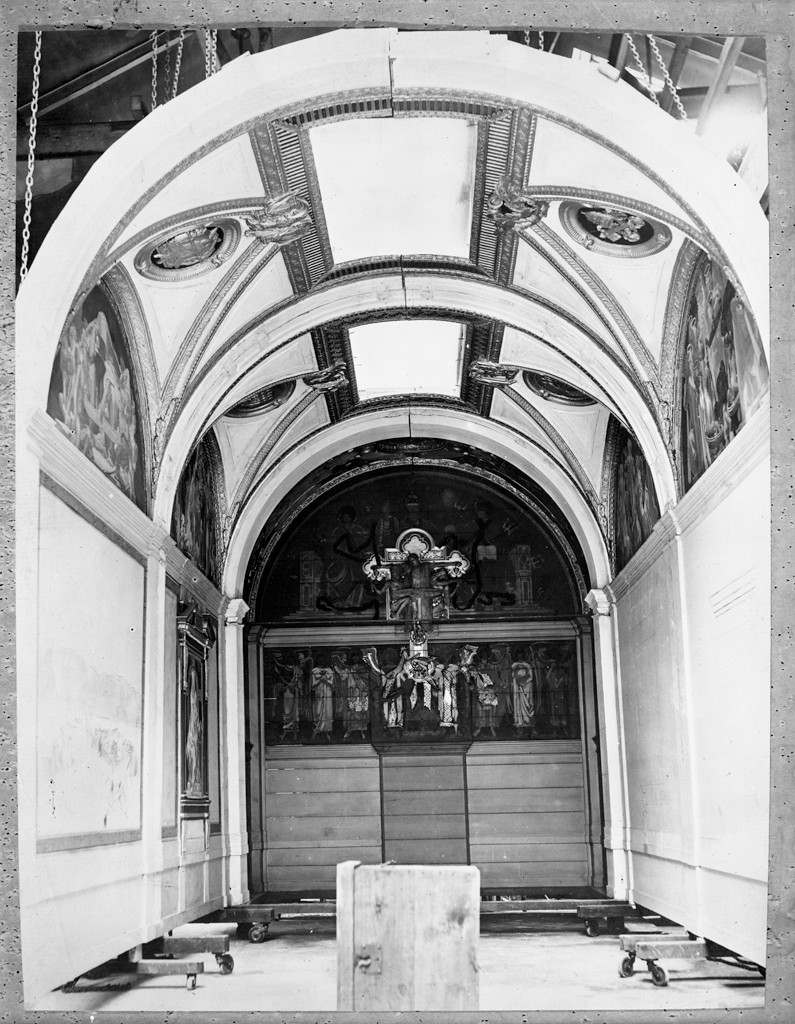
Modell der Boston Public Library, 1903 oder davor

1890 reiste Sargent für einen Auftrag von Wandbildern in der Boston Public Library nach Amerika, wo er auch die Anfangsjahre des Ersten Weltkrieges verbrachte. Er arbeitete 29 Jahre lang an den Wandgemälden der Boston Library, die unter dem Gesamttitel Triumph der Religion stehen. Es handelte sich nicht um Fresken, sondern um Öl auf Leinwand, gemalt im Atelier des Malers in England und zwischen 1895 und 1919 in vier Phasen installiert. Die Tafeln interpretieren Momente aus der Geschichte des Heidentums, des Judentums und des Christentums. John Singer Sargent arbeitete in enger Abstimmung mit den Architekten und bestimmte die Gestaltung der Ornamente und der Rahmungen mit. Der erste Auftrag über 15.000 US-$, bereitgestellt von der Stadtverwaltung, umfasste Nord- und Südfront der Halle im dritten Stock. Ein zweiter Auftrag über den gleichen Betrag, finanzierte von Sponsoren, betraf die Ausgestaltung der Seitenwände. Die Arbeit des Malers war in mehrerlei Hinsicht innovativ.
Im Jahr 1921 stellte er eine Serien von Wandgemälden in Stiegenhaus und Rotunda des Museums of Fine Arts von Boston fertig. Diese zeigen Szenen aus der griechischen Mythologie, beispielsweise Apoll und die Musen, Cheiron und Achill, Prometheus oder Atlas und die Hesperiden. Das Museum verfügt über einen bedeutenden Bestand weiterer Werke von John Singer Sargent – Porträts, Zeichnungen, Aquarelle und Skulpturen. Auch ist das „John Singer Sargent Archive“ mit Aufzeichnungen, Entwürfen und Fotografien dem Museum angegliedert.
1922 gestaltete er auch zwei Wandgemälde für die Widener Library an der Harvard University, sie tragen die Titel Entering the War bzw. Death and Victory. Vorstudien zu Death and Victory finden sich im Metropolitan Museum of Art in New York City und in der National Gallery of Art in Washington. Im Fogg Art Museum, welches ebenfalls zu Havard gehört, findet sich ein Konvolut von Aktzeichnungen, auch Vorstudien für die Wandgemälde, die von Francis Ormond gestiftet wurden.

### Kriegsmaler
Als er 1918 nach England zurückkehrte, arbeitete er als offizieller Kriegsmaler für Großbritannien in Frankreich. Seine letzten großen Werke waren zwei großformatige Gemälde, die den Weltkrieg zum Thema hatten. Gassed fertigte Sargent 1919 für das Informationsministeriums (Ministry of Information) an. Es zeigt Soldaten der British Expeditionary Force nach einem Giftgaseinsatz von deutschen Truppen. Das Gruppenporträt General Officers of World War I von 1922 war ein Auftrag der National Portrait Gallery. Auch die beiden Wandgemälde an der Harvard University befassen sich mit der Thematik des Krieges.

Gassed, Öl auf Leinwand, 1919, Imperial War Museum in London

## Privatleben
Zu seinem Freundeskreis zählten Gabriel Fauré, W. Graham Robertson, Henry James, Claude Monet und Oscar Wilde. Eine Jugendfreundin war Violet Paget. Zu den Künstlern, mit denen er auch privat verkehrte, die er im Lauf der Jahre zeichnete oder malte, zählen die Schauspielerinnen Ethel Barrymore und Mrs. Patrick Campbell, die Komponistin Ethel Mary Smyth, der Dichter William Butler Yeats, die Suffragette Nancy Astor, die Gesellschaftsberühmtheit Daisy Fellowes und die Salonnière Mary Smyth Hunter. Als möglicher Liebhaber der 1880er Jahre wird Albert de Belleroche (1864–1944) genannt.

Albert de Belleroche, porträtiert von John Singer Sargent
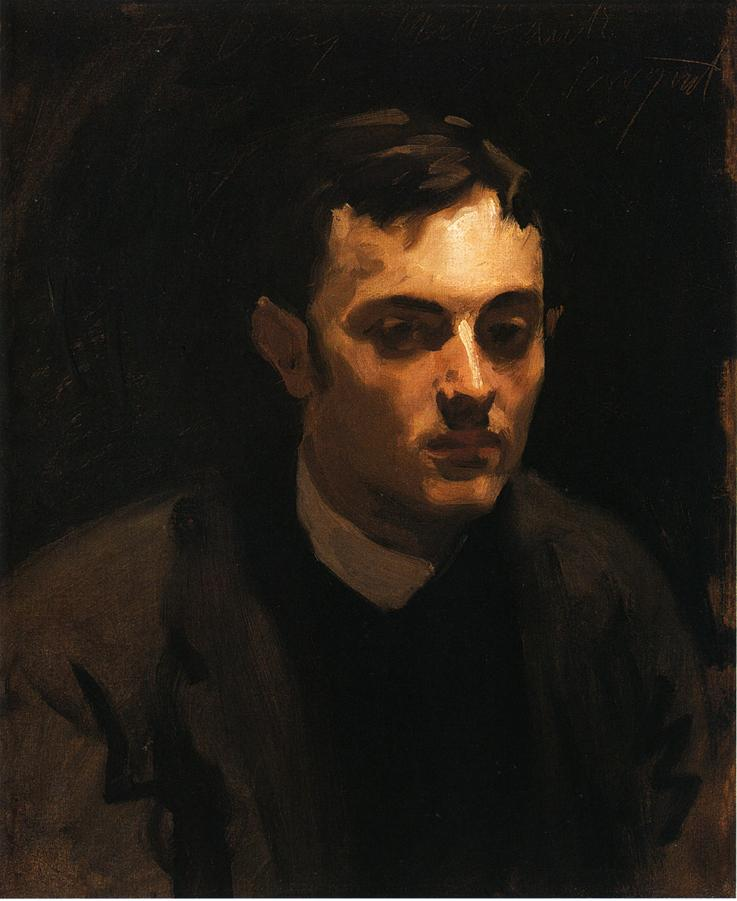
1882
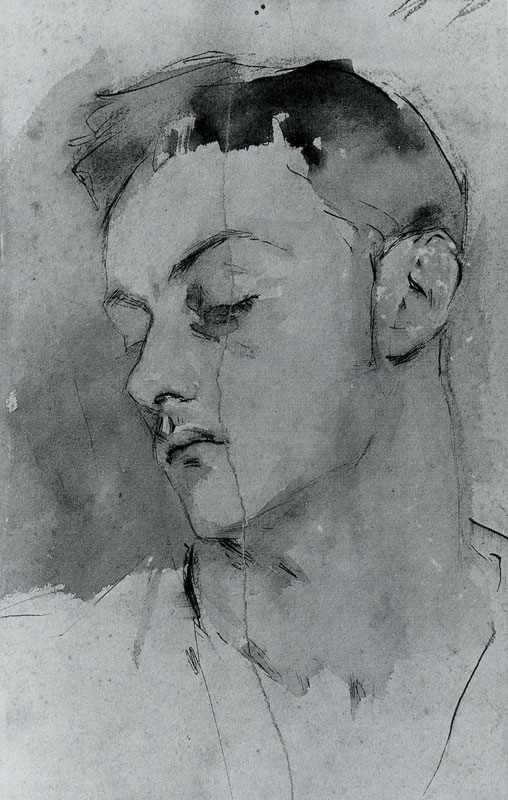
1882
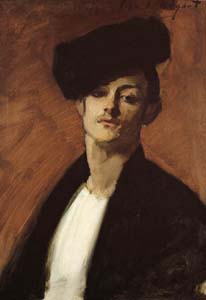
1882
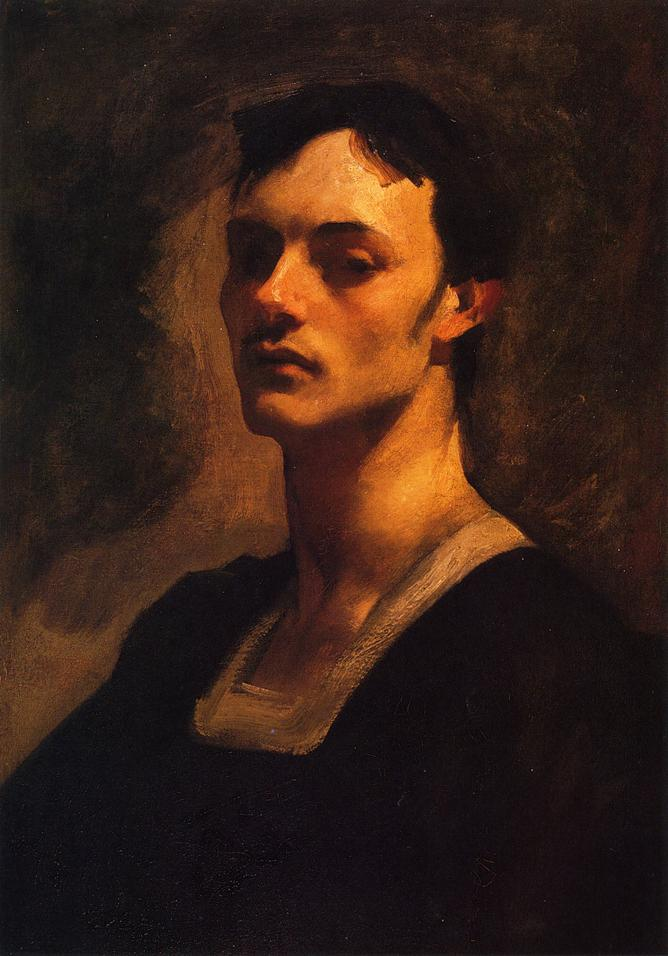
1883
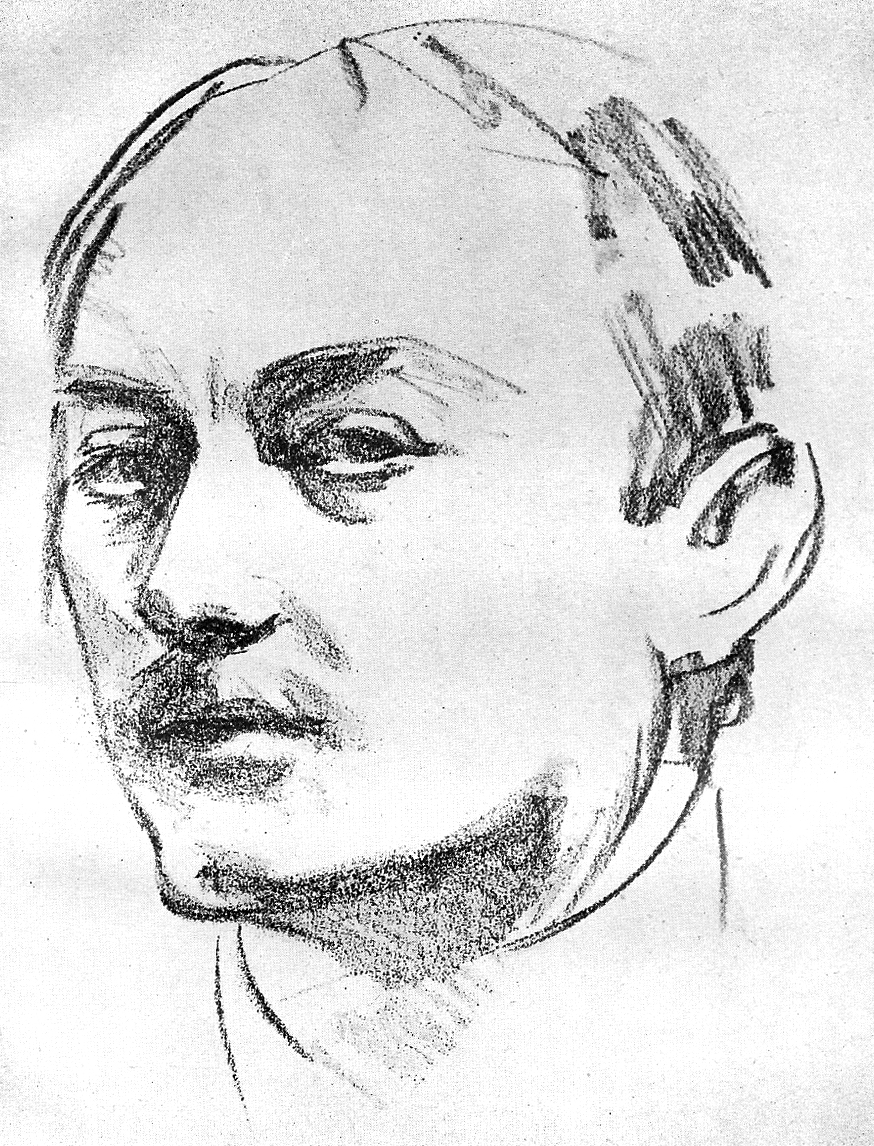
1905

1882 lernten sich die beiden Künstler kennen, sie wurden Freunde und teilten sich Ateliers in Paris und London. Die beiden Männer machten viele Skizzen und Gemälde voneinander, doch sind im Wesentlichen nur die Porträts, die John Singer Sargent fertigte, der Öffentlichkeit bekannt. Einige dieser Werke lassen auf eine emotionale Beziehung zwischen den Männern schließen, die Haltung von Albert de Belleroche ist lasziv, der Bildaufbau John Singer Sargents durchwegs bewundernd. Die Kunsthistorikerin Dorothy Moss: „Sargents Porträts von Belleroche überschreiten – in ihrer Sinnlichkeit und Intensität der Emotionen – die Grenzen dessen, was in dieser Zeit als angemessene Interaktion zwischen Männern angesehen wurde.“ Die Freunde verkehrten in Pariser Künstlerkreisen – und mit Oscar Wilde. Es wird argumentiert, das Labouchère Amendment (1885) und die darauf beruhende Verurteilung Oscar Wildes (1895) hätten zur Distanzierung der Freunde geführt. Fakt ist, dass Albert de Belleroche eine langjährige Beziehung mit der Tänzerin Lili Grenier einging und schließlich im Alter von 45 Jahren die Tochter eines Bildhauers heiratete. Er bekam dann noch drei Kinder.
John Singer Sargent blieb unverheiratet. Er schaffte es zeitlebens – in einem schwierigen Pas de Deux zwischen Offenbaren und Verbergen – public persona und Neigung getrennt voneinander zu halten, obwohl nicht nur seine Wandgemälde in Boston den männlichen Körper homoerotisch würdigten, sei es Herakles, Achill oder Orest. Erstmalig in gedruckter Form erschienen Hinweise auf seine sexuelle Orientierung 56 Jahre nach seinem Tod, nachdem eine Reihe von intimen, sinnlichen, voyeuristischen, erotischen Aktzeichnungen von Männern aufgetaucht waren. 

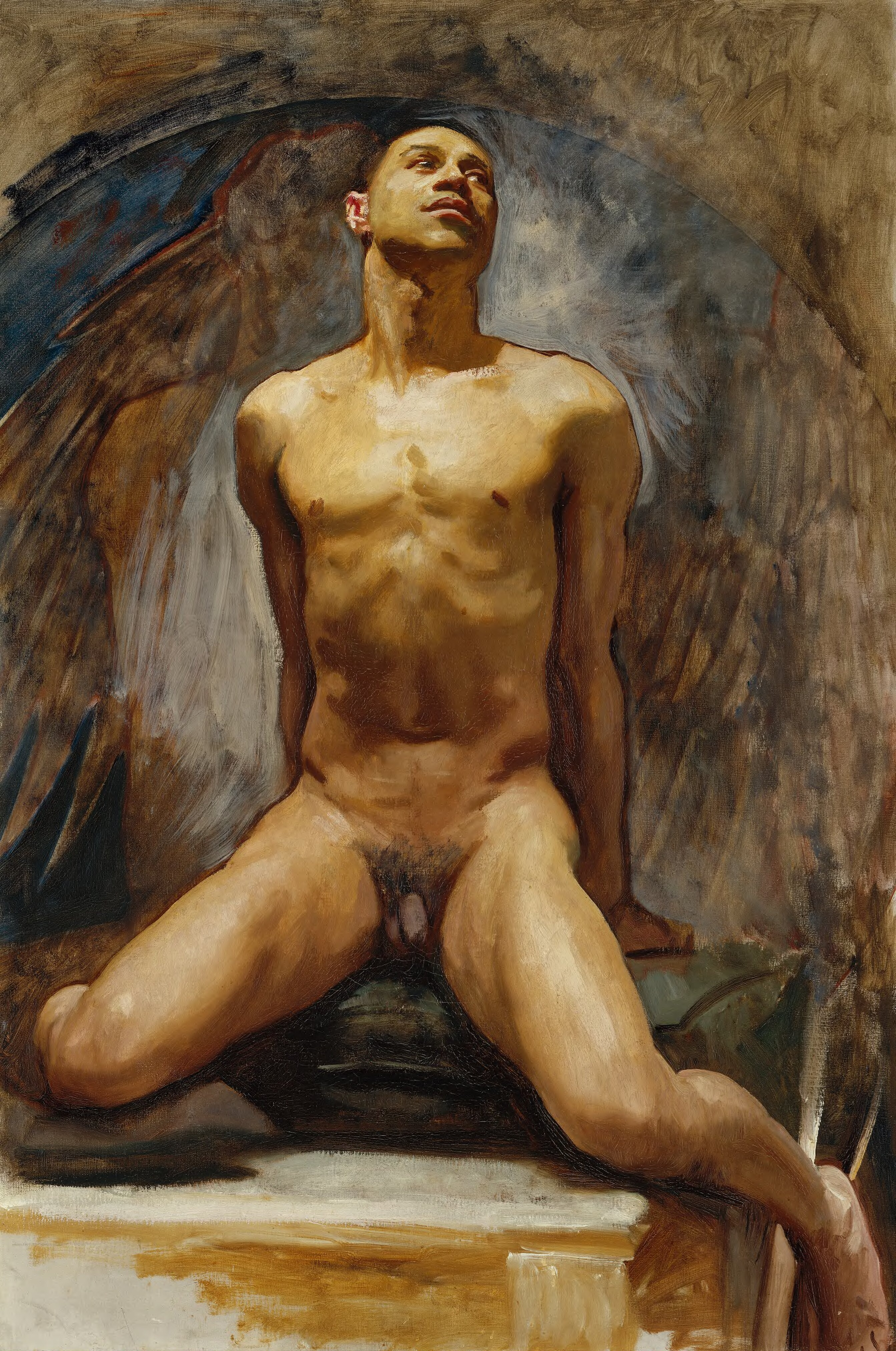
Thomas McKeller,
zw. 1917 und 1920

 Besondere Anziehungskraft auf den Künstler in späteren Jahren löste offensichtlich Thomas McKeller (1890–1962) aus, ein afroamerikanischer Liftboy aus Boston, den er unzählige Male nackt zeichnete und malte. Dessen Portrait hing prominent in seinem Atelier. Nach Sargents Tod verschwand das Gemälde in der Versenkung, gelangte schließlich nach mehreren Jahrzehnten in den Besitz des Museums of Fine Arts und stand im Jahre 2020 im Mittelpunkt der Ausstellung Boston’s Apollo: Thomas McKeller and John Singer Sargent am Isabella Stewart Gardner Museum von Boston.
Er liegt auf dem Friedhof Brookwood nahe Woking, Surrey begraben.

## Rang
Der Stellenwert des Künstlers in der Kunstgeschichte wurde ab den späten 1990er durch verschiedene Ausstellung hervorgehoben – erst 1998 mittels einer Tate-Retrospektive, 1999 durch The Male Nudes in Washington und Boston, danach durch große Retrospektiven in Seattle, New York City, Stockholm, Washington, London und Paris.
Das Gemälde Gassed wurde von 2016 bis 2018 auf einer ausgedehnten Tour in den Vereinigten Staaten und in Großbritannien gezeigt. Es ergab sich großes Interesse seitens des Publikums und der Presse. Das Werk gilt heute im englischsprachigen Raum als eine der bedeutendsten Kriegsdarstellungen der Neuzeit.

## Galerie

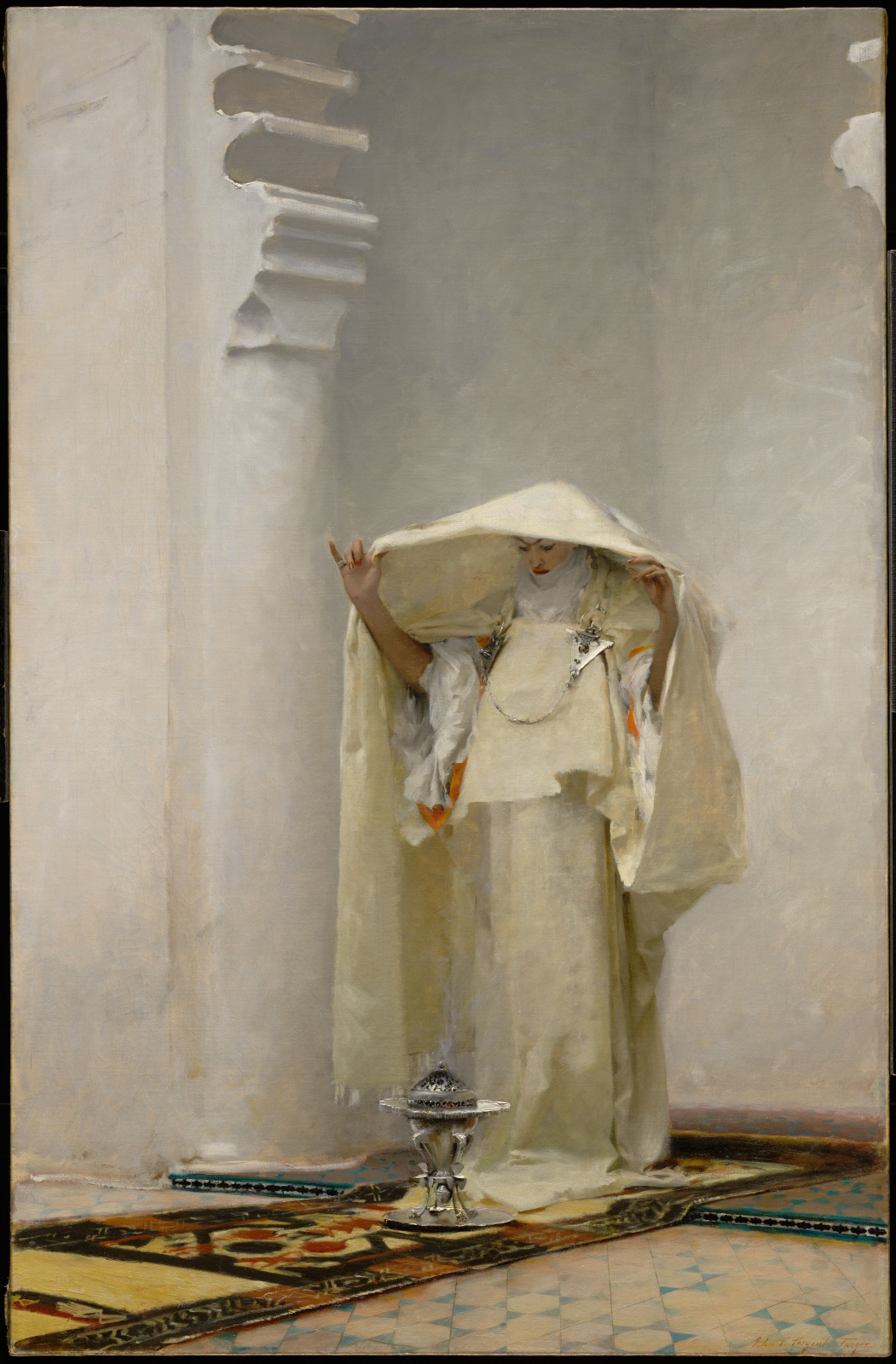
Fumée d’Ambre Gris 1880
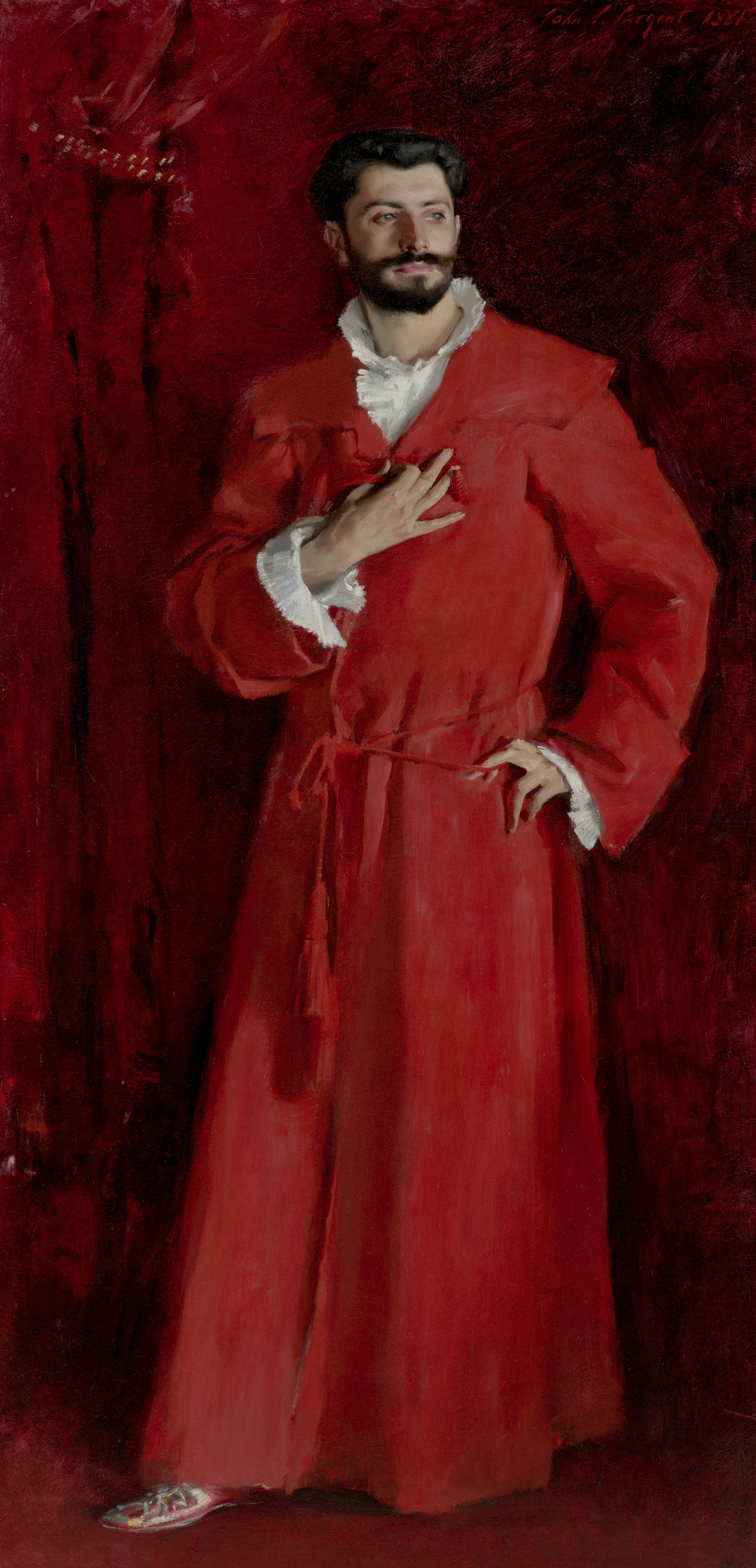
Dr. Pozzi at Home, 1881
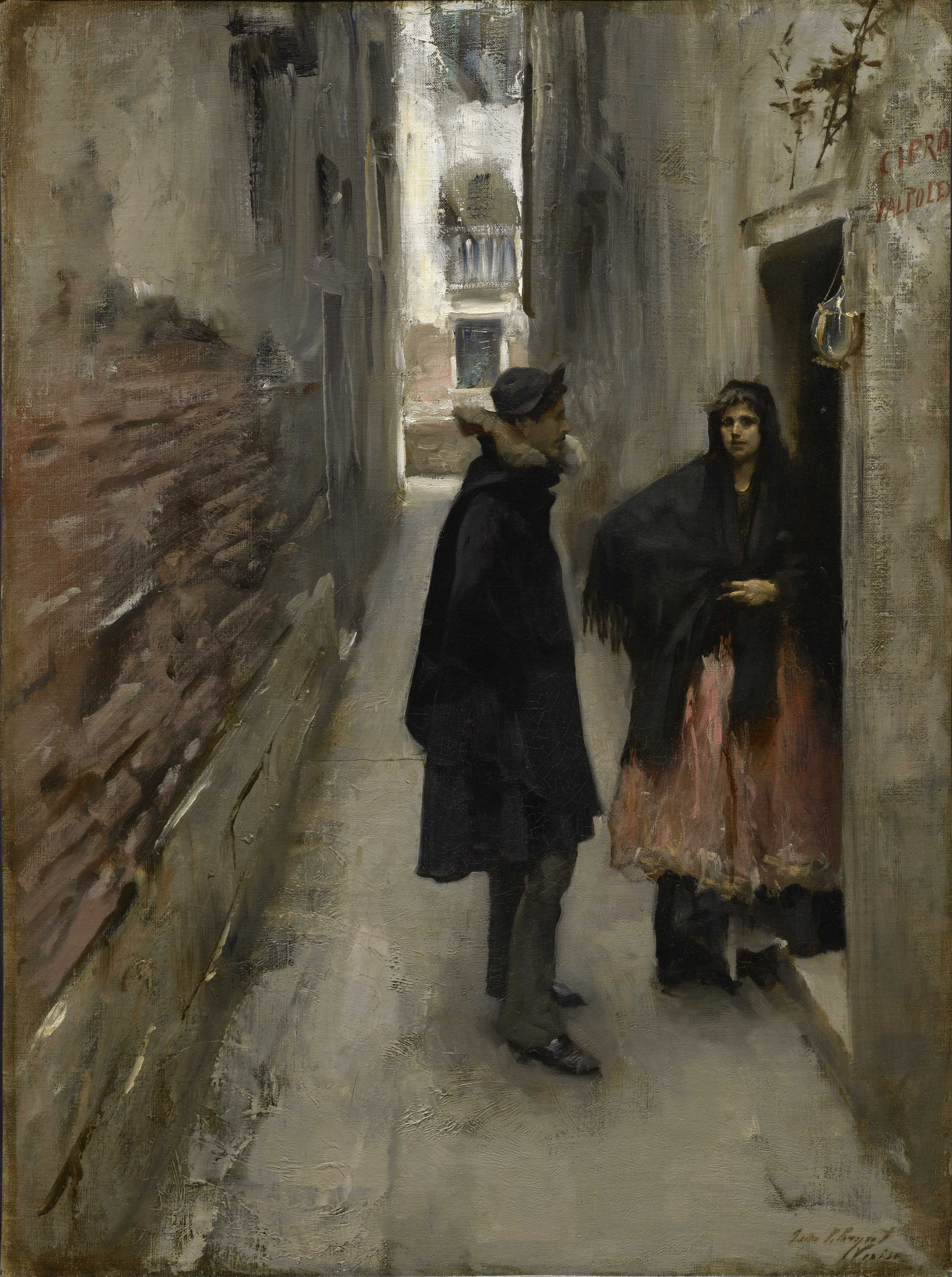
A Street in Venice, 1882
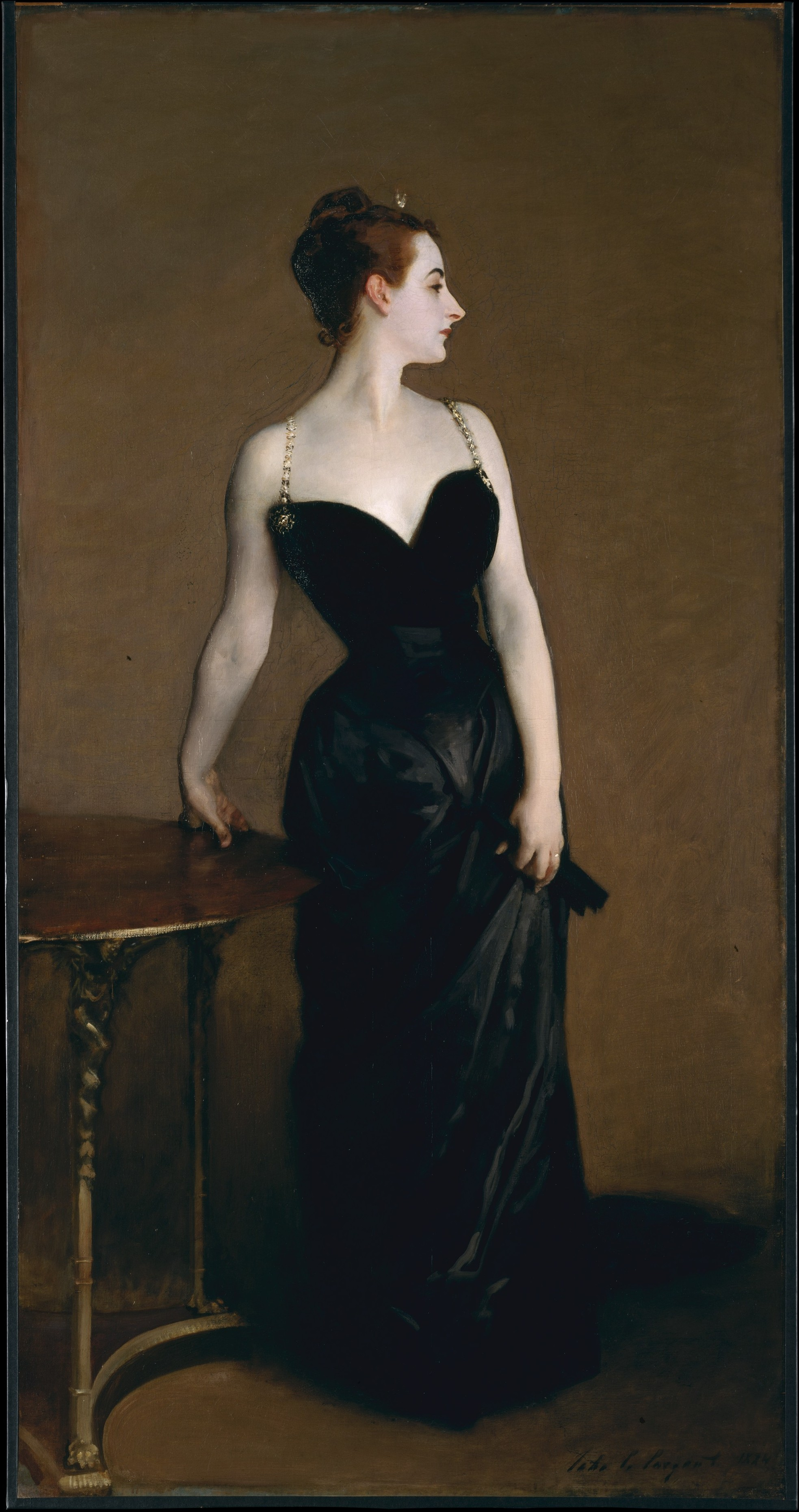
Madame X, 1884
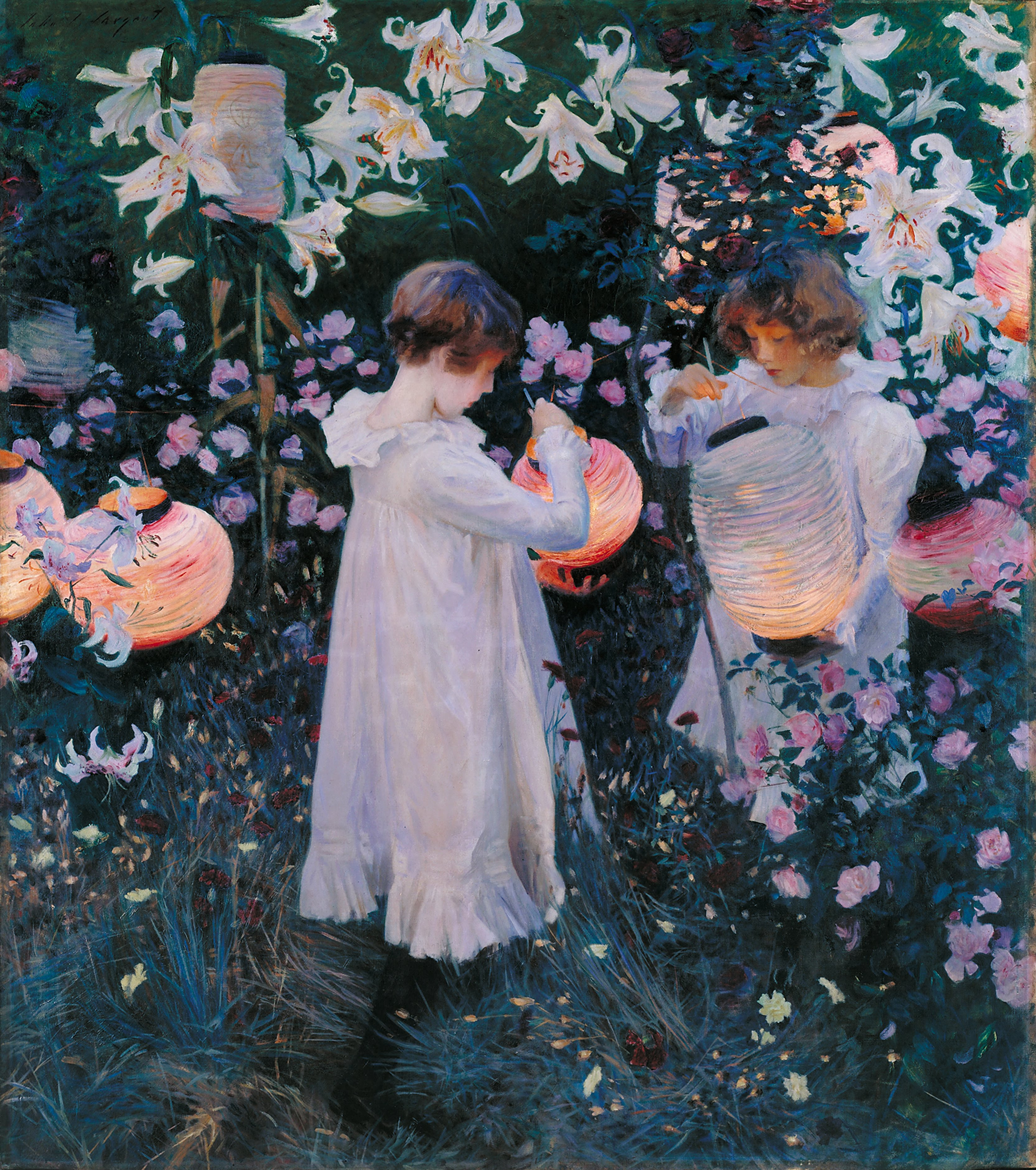
Nelke, Lilie, Lilie, Rose, 1885/86
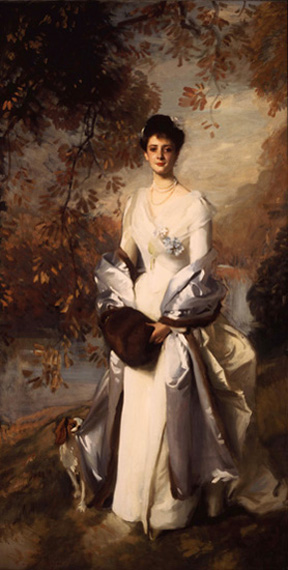
Lady Waldorf Astor, um 1898/99
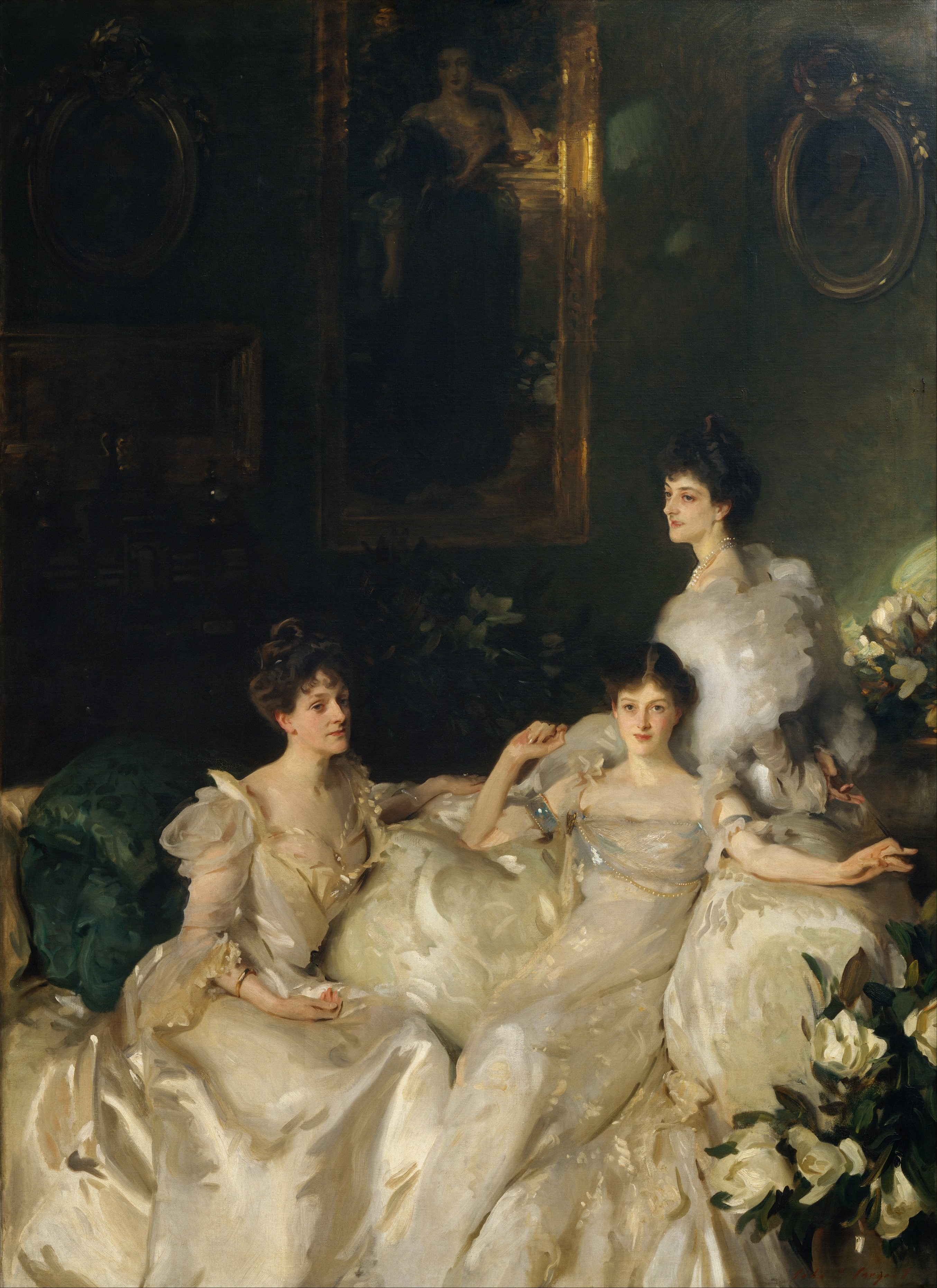
Wyndham Sisters, 1899
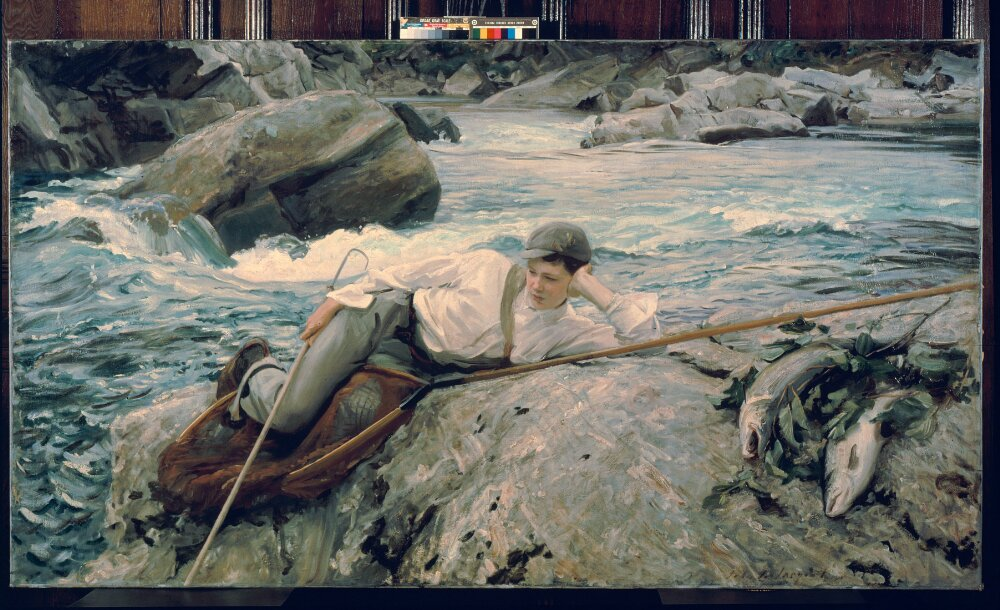
Ferien in Norwegen, 1901
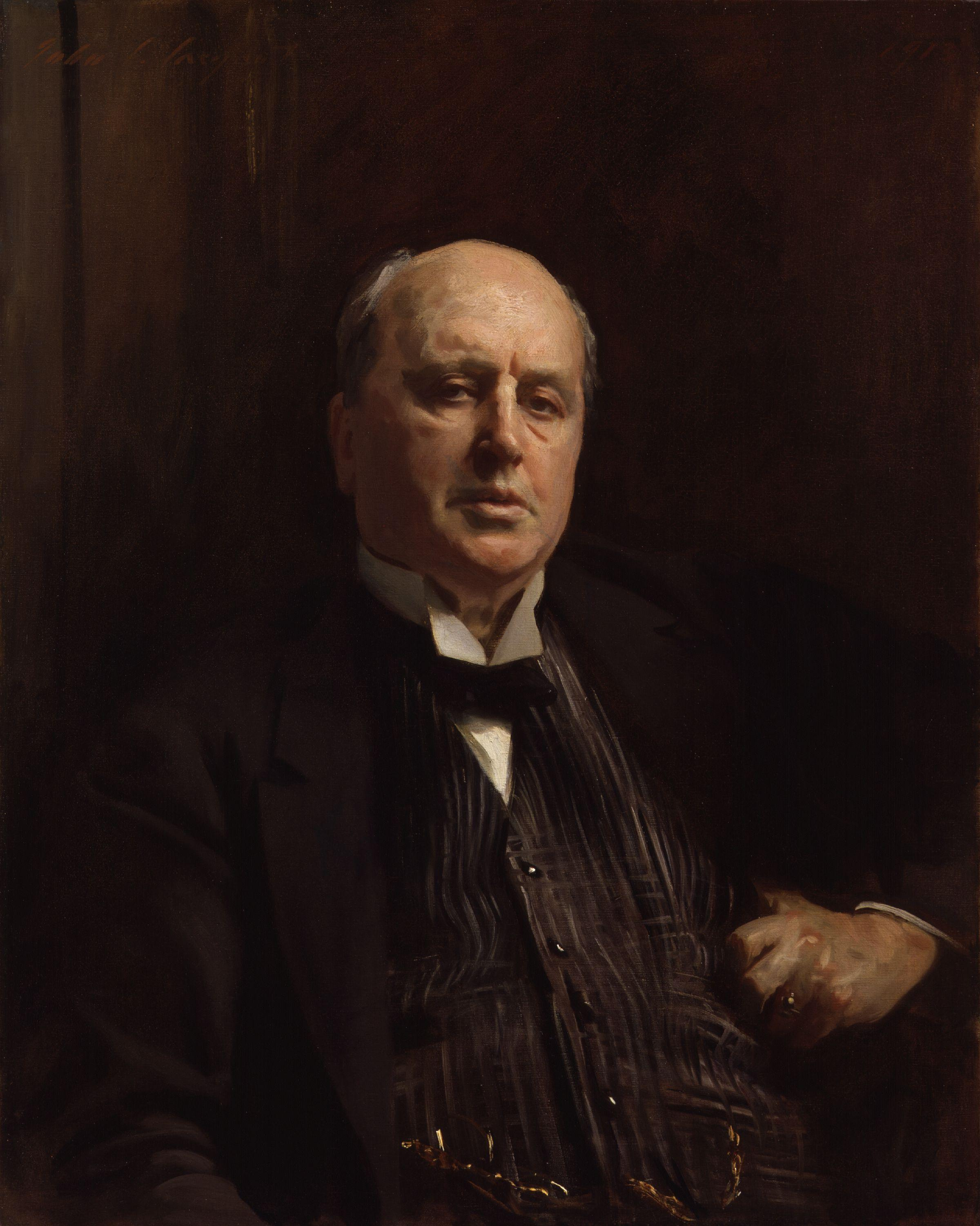
Henry James, 1913
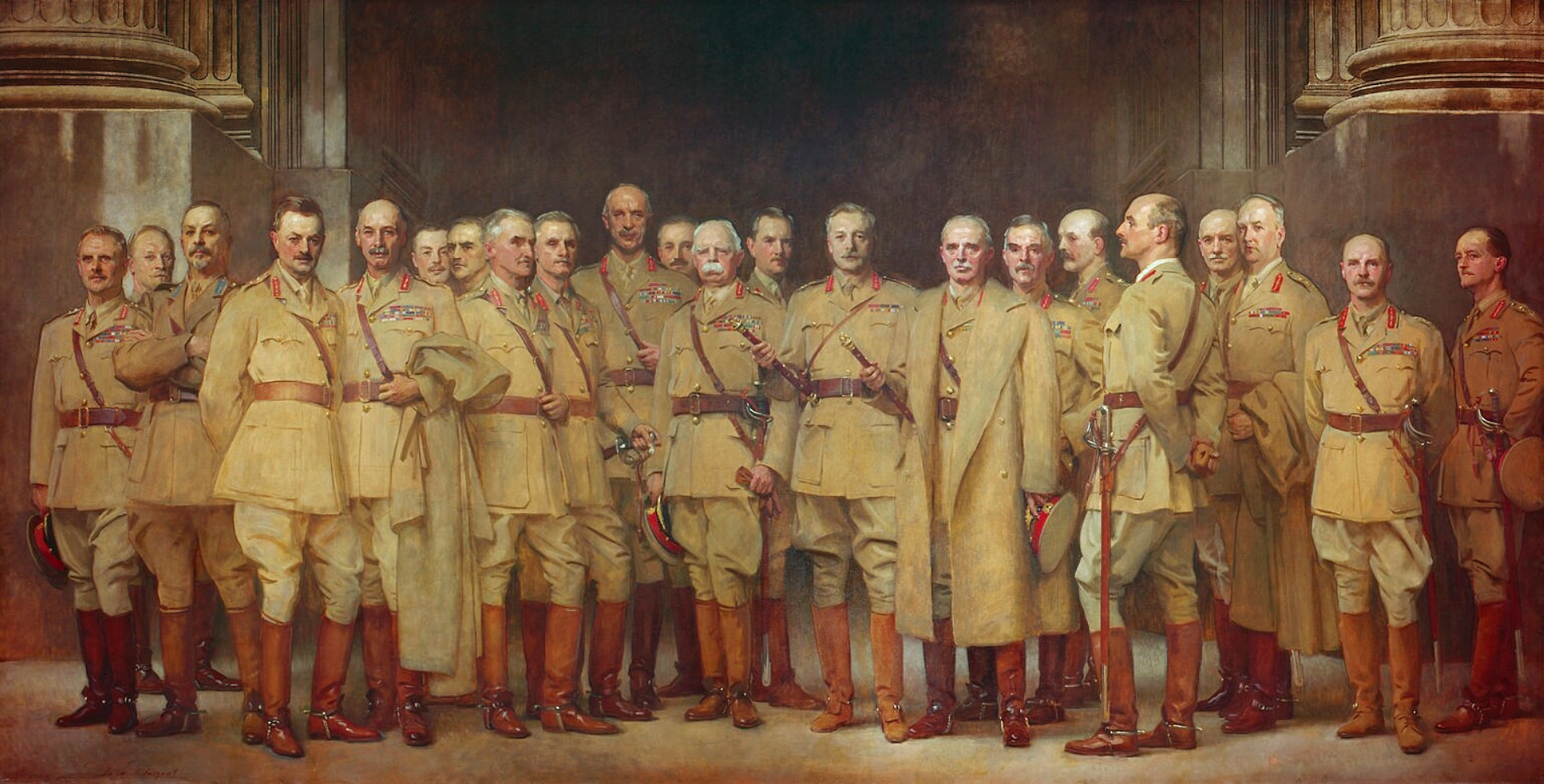
General Officers, 1922

## Ausstellungen
- 1998 John Singer Sargent. Tate Gallery, London.
- 1999 John Singer Sargent: The Male Nudes. National Gallery of Art, Washington DC, und Museum of Fine Arts, Boston MA.
- 2000 John Singer Sargent. The Sensualist. Seattle Art Museum, Seattle.
- 2007 Maler des Lichts[40] Petit Palais, Paris.
- 2015 Sargent, Portraits of Artists and Friends. National Portrait Gallery, London, danach: Metropolitan Museum, New York City.
- 2018/19 John Singer Sargent. Schwedisches Nationalmuseum, Stockholm.[41]
- 2019 John Singer Sargent: Portraits in Charcoal, Morgan Library and Museum, New York
- 2020  Boston’s Apollo: Thomas McKeller and John Singer Sargent, Isabella Stewart Gardner Museum, Boston[42]
- 2022/23 Sargent and Spain. National Gallery of Art, Washington, D.C.[43]
- 2024 Sargent and Fashion. Tate, London[44]
- 2025 Sargent and France. Metropolitan Museum of Art, New York City[45]
- 2025 Heiress, Sargent’s American Portraits, Kenwood House, London (8 Gemälde, 10 Zeichnungen)[46]
- 2025 Sargent. Les années parisiennes (1874–1884). Musée d’Orsay, Paris[47]

## Werkkatalog
- Richard Ormond und Elaine Kilmurray: John Singer Sargent. Complete Paintings. Yale University Press, New Haven, Conn. 1998 ff.

1. The early Portraits. 1998, ISBN 0-300-07245-7.
2. Portraits of the 1890s. 2002, ISBN 0-300-09067-6.
3. The later Portraits. 2003, ISBN 0-300-09806-5.
4. Figures and landscapes. 1874–1882. 2006, ISBN 0-300-11716-7.
5. Figures and landscapes. 1883–1899. 2010, ISBN 978-0-300-16111-3.
6. Venetian figures and landscapes. 1899–1913. 2003, ISBN 978-0-300-14140-5.